# Famille de Werra
La famille de Werra est une famille noble valaisanne.

## Histoire

### Période médiévale
La famille de Werra est une famille noble qui s'est établie au XIIIe siècle à Viège et dans ses environs, en Valais.
Wilhelm de Werrun, originaire de Törbel, attesté avant le milieu du XIIIe siècle (en 1236), considéré comme le premier membre de cette famille,, était vraisemblablement ministérial des Castello ou des Blandrate,. Petrus, Wilhelm II, Wilhelm III et Johann apparaissent dans des documents du XIIIe siècle. La filiation est établie à partir de 1348.
La famille prend de l'importance à partir de la fin du XIVe siècle lors du conflit opposant le Haut-Valais aux comtes de Savoie. Entre le XIVe et le XVIe siècle, des alliances avec les familles Thomassini, Pontemallio, Venetz, de Rarogne, Henrici, Silenen, Perrini, in Albon, de Platea et Seiler attestent du statut qu'elle acquiert.
Ils obtiennent, après 1378, la coseigneurie de Zermatt et se donnent dès lors le titre de donzel (domicelli). Le comte Rodolphe IV de Gruyère, alors lieutenant-général des armées du comte de Savoie, est envoyé dans la région. Jean Werra, notaire, est fait otage en 1387. Les armées savoyardes ne progressent pas et le comte de Savoie doit faire la paix avec Loèche et d'autres communes, avant de subir d'autres défaites au cours de l'année suivante. Une paix est signée avec le nouveau comte de Savoie, en novembre 1392, et parmi les signataires on trouve ce même Jean Werra.
Antoine de Werra (avant 1435), fils de Jean, qualifié de donzel, seigneur de Zermatt, nommé en 1417 parmi les ennemis de la Savoie, participe aux accords de 1418 avec celle-ci et représente Viège dans un accord de 1420 avec André de Gualdo. Pierre de Werra, seigneur de Zermatt, est châtelain de Sion en 1434 et il participe à l'arbitrage entre le Valais et la Savoie en 1440. Rodolphe de Werra est qualifié noble en 1439. Celui-ci, ainsi que ses frères Pierre, Janno et Jean font reconnaître par leurs sujets leurs droits de seigneurie sur Zermatt, le 27 octobre 1435. Probablement jouissaient-ils d'un statut de seigneurs libres, aucun document ne faisant état de liens de vassalité avec les princes-évêques de Sion.

### Période contemporaine
Des membres ont obtenu la bourgeoisie de Viège, Loèche, Saint-Maurice (1809), Sion (1888), etc.

## Personnalités
La famille compte plusieurs personnalités, dont un grand bailli, dix-huit majors de Loèche, quatre gouverneurs de Saint-Maurice, quatre gouverneurs de Monthey, des majors de Nendaz-Hérémence, des notaires et des députés à la Diète valaisanne, des châtelains de Viège, Sion, Niedergesteln et Vionnaz-Bouveret et des présidents de commune ou de commune bourgeoise. On trouve aussi quatorze ecclésiastiques, dont sept chanoines du chapitre cathédral de Sion et trois chanoines de Saint-Maurice. On trouve encore un grand nombre de bannerets et capitaines de dizain, de colonels au-dessus ou au-dessous de la Morge et d'officiers au service de France, d'Espagne, de Savoie, de Sardaigne, de Naples, d'Allemagne et du Saint-Siège, ainsi que des préfets et des députés au Grand Conseil valaisan.
- Jean de Werra (v.1306-v.1358) est délégué de Viège avec son fils Pierre ci-dessous ainsi que Wlfried et Arnold de Silenen à la Diète réunie à Sion le 30 avril 1348[10].
- Pierre de Werra (av.1334-v.1362), probablement bourgmestre de Viège, qu'il représente à la Diète du 30 avril 1348[11].
- Jean de Werra parait en 1377 comme témoin dans un acte de vente entre l'évêque Edouard de Savoie et François de Platea et représente Viège pour le traité de paix entre Bonne de Bourbon et les communes du Valais en 1392[12].
- Pierre de Werra représente Viège en 1384 dans l'acte de remise aux hommes de la Vallée de Loetschen d'une taille de 40 £ qui leur avait été imposée par Antoine de La Tour et ses prédécesseurs[12].
- Nicolas de Werra figure en 1415 au nombre des principaux capitaines qui assiégèrent le château de la Soie lors du soulèvement connu comme l'affaire de Rarogne[13].
- Pierre de Werra (v.1383-v.1474), acquiert en 1420 la bourgeoisie de Loèche par mariage[9], puis celle de Sion avant 1433, où il est châtelain et sautier[14].
- Juon de Werra (v.1405-v.1470) est châtelain et bourgmestre de Viège, qu'il représente à la Diète tenue à Brigue en 1449[15].
- Rodolphe de Werra (av.1415-v.1446), frère de Juon ci-dessus, est châtelain de Brâmois en 1443[16].
- Jean de Werra (1425-1482) est châtelain de Viège[17].
- Henri de Werra, chanoine de Sion, est envoyé à Rome en 1482 par le Chapitre de Sion et la Diète valaisanne pour le transfert de l'évêque Jost von Silenen de Grenoble à Sion[8].
- Jean de Werra (v.1476-1536), élu capitaine de l'avant-garde face à la Savoie en 1506, fut major de Loèche à plusieurs reprises, conseiller juridique de Mathieu Schiner, grand bailli du Valais entre 1524 et 1525 puis gouverneur du Bas-Valais (1528-1529), major de Loèche, seigneur de Zermatt[18]. En lien avec son second mariage avec Juliana Patricii, veuve de Bernardin de Montheys, il obtient « de riches propriétés à Martigny et de vastes fiefs au Piémont »[1], devenant « l'un des hommes les plus riches de son temps »[18]. Il est qualifié dans un acte de 1536 de « nobilis et famosus vir »[19].
- Jean-Gabriel de Werra (1611-1649), petit-fils de Jean, chevalier de l'éperon d'or, gouverneur de St-Maurice, major de Loèche, capitaine au service de France[20], entre en possession, à la suite de son mariage avec Marie Schiner, issue d'une riche famille valaisanne, d'une partie des bains de Loèche[1].
- Alex de Werra (v.1667-1744), vidomne de Vex, vicaire général et official du diocèse de Sion[21].
- Ferdinand von Werra (1770-1824), conseiller d’État, juge de dizain[22], « l'un des hommes les plus riches du Valais », baron impérial (par achat)[23].
- François Ignace de Werra, grand châtelain de Loèche v. 1815[24].
- Camille de Werra (1814-1875), notamment conseiller national et conseiller aux États[25].
- Charles de Werra (1846-1895), neveu du précédent, notamment conseiller national[26].
- Maurice de Werra (1850-1914), fils de Camille, président du Grand Conseil valaisan[8].
- Raphael von Werra (1852-1910), magistrat, notamment député (1887-1906) au Grand Conseil valaisan et conseiller d'État (Finances, 1906-1910)[27].
- Ernest von Werra (1854-1913), frère du précédent, musicien, organiste, préfet des études à l'université pontificale grégorienne de Rome de 1883 à 1885[28].
- Henri de Werra (1872-1940), fils de Charles ci-dessus, notamment député au Grand Conseil et rapporteur au Tribunal[29].
- Meinrad de Werra[30] (1873-1956), frère de Henri ci-dessus, médecin du district de Sierre, député conservateur au Grand Conseil valaisan. Fervent défenseur des ouvriers, il tenta d'alerter sur les émanations de l'usine d'aluminium de Chippis[31].
- Victor de Werra (1898-1997), député au Grand Conseil, président de l'Association suisse de football[32].
- Franz von Werra (1914-1941), pilote de chasse.
- Raphael von Werra (1926-2020), petit-fils de Raphael von Werra, juge fédéral de 1970 à 1987[33].

## Armoiries

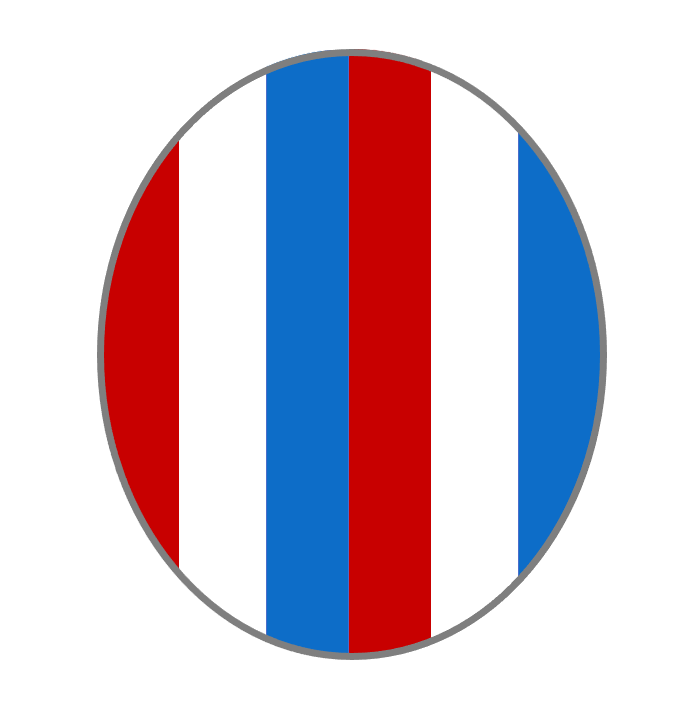
Armes primitives

- Armes primitives : palé de 6 pièces de gueules, d'argent et d'azur. Variantes dans l'ordre des émaux[34].
- À partir de 1525 : d'or à l'aigle éployée de sable, becquée et couronnée d'or, armée et lampassée de gueules.[34]

## Possessions
- Château de Galdinen[35], Valais, 1532.
- Château Werra de Loèche[20], Valais, 1630.
- Château de la Souste[9], Valais, 1657, agrandi vers 1800 par le baron Ferdinand von Werra[36].